# Mesoleptus levis
Mesoleptus levis là một loài tò vò trong họ Ichneumonidae.